# 端脑
端脑（英文：telencephalon），指大脑或两侧大脑半球，是脑的最高级部位。
在脊椎动物胚胎的神经发育过程中，脑部神经管分化为六部分：端脑、间脑、中脑、脑桥、延髓、小脑。其中端脑与间脑合称前脑；脑桥、延髓、小脑合称为后脑；中脑、脑桥、延髓合称为脑干。人类端脑（大脑）属于脑和整个神经系统演化史上最为晚出现、功能上最为高级的一部分。